# Antigua vida mía
Antigua vida mía es una película argentina dramática que se estrenó el 15 de febrero de 2002 dirigida por Héctor Olivera y protagonizada por Ana Belén, Cecilia Roth, Daniel Valenzuela y Jorge Marrale. Está basada en la novela homónima de la chilena Marcela Serrano.

## Sinopsis
Josefa (Belén) y Violeta (Roth) son amigas de toda la vida. Josefa es una famosa cantautora española casada con un abogado y con dos hijos a su cargo; Violeta está casada con un escritor mayor que ella y quiere tener un hijo con él.
Todo se complica cuando Violeta empieza a sufrir malos tratos por parte de su marido. A raíz de esto las dos mujeres se dan cuenta de que vivían engañadas, que no todo lo que las rodeaba era perfecto.

## Otros actores
- Diana Lamas - Pamela
- Guido D’Albo - locutor tv
- Juan Leyrado - Eduardo
- Nicolás Agüero - Borja
- Josefina Gracián - Celeste
- Sawa Tramer - Zulema
- Alfredo Casero - Alejandro
- Antonio Ugo

## Temas de la banda sonora
- Orquesta: Carlos Blázquez (clarinete), José Luis Medrano (fliscorno), Alfredo Anaya (marimba), Efrain Scheinfeld (bandoneón), José *Amador Pablo (violín), Federico Esteve (contrabajo), José Luis López Fernández, Álvaro Pablo Fernández, Juan Enrique Sáinz, Edith *Saldaña, Nieves Callado y Víctor Gil (chelos)
- Esta es la historia
- De pronto llega la tragedia
- Tengo que decirte algo
- El anillo de mi madre
- Llegada a La Antigua
- Dime cómo estás
- Volvamos a la casa del río
- Algo turbio
- Me voy de Buenos Aires
- Me siento tan sola
- Cuando revivo aquella noche
- Antigua, vida mía